# Sarah Mårskog
Sarah Mårskog, född  Larmour 1945 i England, är en engelsk textilkonstnär bosatt i Sverige sedan 1970. Hon är utbildad på Londons motsvarighet till konstfack.
Mårskog och hennes man Göran Mårskog var båda med när kollektivet Skogsnäs skapades 1973.
Hon har designat scenkläder till Roger Pontare sedan 1993.
Även Stefan Sundström uppträder i kläder designade av Sarah Mårskog.

## Utställningar (urval)
- 2004 17 januari - 30 september 2004 Textilarkivet Västernorrland[2]
- 2001 Modeutställning på Museum Anna Nordlander, Skellefteå 2001[3]
- 2000 Modeshow med Sigbritt Mann (smycken) i Studiogalleriet, Östersund 2000 [4].